# Bazylika Najświętszego Serca Pana Jezusa w Dąbrowie Górniczej
Bazylika Najświętszego Serca Pana Jezusa w Dąbrowie Górniczej – kościół parafialny w Strzemieszycach Wielkich, dzielnicy Dąbrowy Górniczej.

## Historia
Początkowo na miejscu kościoła stała obszerna kaplica wybudowana w latach 1900–1903. Budowę większej świątyni rozpoczęto w 1903 za staraniem ks. Tadeusza Konarskiego, proboszcza z Gołonoga. Budowę ukończono w 1910, nie wznosząc planowanej wieży kościelnej. 8 grudnia 1910 ks. Tadeusz Konarski poświęcił świątynię. W latach 1913–1914 dokończono tynkowanie wnętrza. W 1918 budynek zelektryfikowano. Uroczysta konsekracja miała miejsce dopiero w 1959, dokonał jej ks. bp Zdzisław Goliński, ordynariusz kielecki. 16 października 2005 odsłonięto pomnik Jana Pawła II. 
10 czerwca 2008 roku Dykasteria ds. Kultu Bożego i Dyscypliny Sakramentów nadała kościołowi tytuł bazyliki mniejszej. Uroczystość nadania tytułu odbyła się 26 kwietnia 2009. 

## Architektura
Jest to neogotycka, trójnawowa bazylika, wzniesiona wg. projektu Józefa Stefana Pomian-Pomianowskiego. Nad skrzyżowaniem naw znajduje się sygnaturka.